# انجمن سلطنتی اخترشناسان بریتانیا

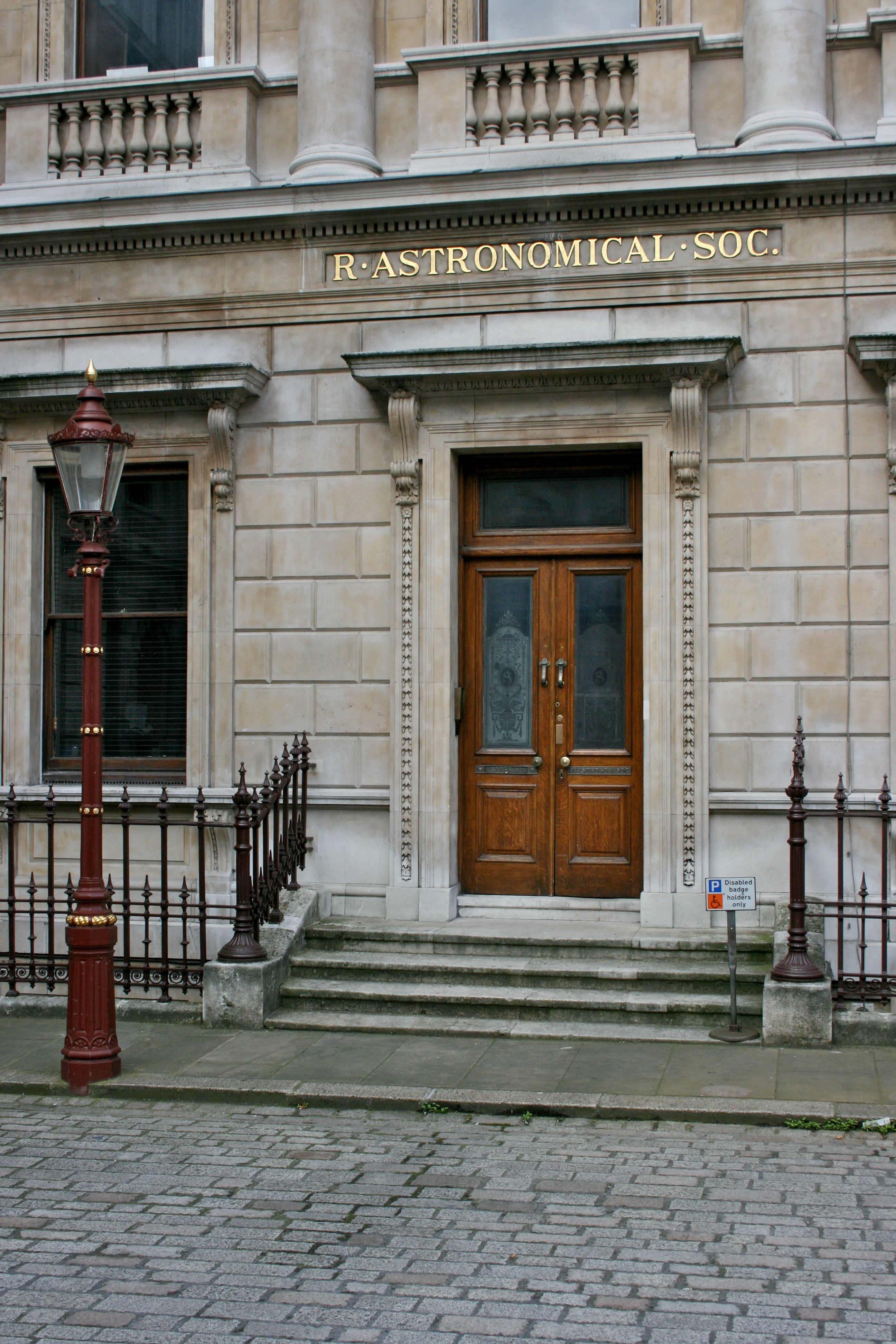
در ورودی انجمن سلطنتی اخترشناسان در لندن

انجمن سلطنتی اخترشناسان بریتانیا (به انگلیسی: RAS؛Royal Astronomical Society) یک انجمن علمی است که از سال ۱۸۲۰ در لندن با همکاری گروهی از دانش دوستان غیر دولتی برپا شد و در هفتم مارس ۱۸۳۲ میلادی برابر یک اساسنامه و فرمان سلطنتی از جانب ویلیام چهارم در لیست و پشتیبانی سلطنتی قرار گرفت.